# Гази III Герай
Гази III Гера́й (Гире́й) (крым. III Ğazı Geray, ٣ غازى كراى‎; 1673—1709) — крымский хан из династии Гераев (1704—1707), сын хана Селима I Герая.

## Биография
В 1692—1699 годах Гази Герай был сераскиром Буджацкой орды. Старший брат Гази Герая, хан Девлет II Герай, назначил его нурэддином, однако Гази поднял против брата мятеж, возглавив восставших буджакских ногайцев. После подавления бунта ушел в Турцию и жил в ссылке на острове Родос. В четвёртое правление отца стал калгой (1703—1704) и затем унаследовал отцовский трон. Калгой и нурэддином Газы III Герай назначил своих братьев Каплана Герая и Менгли Герая. На этот раз Газы III пришлось уже самому усмирять Буджак, вновь пожелавший выйти из подчинения Крыму. С помощью султана хану удалось одержать победу. Прилагал усилия к обустройству стабильной жизни в стране. Характерной чертой этого правителя отмечалась его веротерпимость. В 1704 году разрешил создание римско-католической миссии в Бахчисарае. Из-за жалоб русских послов на самовольные набеги кубанских ногайцев Турция, опасавшаяся международных осложнений, возложила вину за них на хана и отправила его в отставку. Истинной причиной лишения хана престола была борьба придворных группировок в Стамбуле, каждая из которых имела своего кандидата на крымский престол. Гази III Герай слыл образованным человеком приятной наружности. После низложения поселился в Карын-Абаде. В возрасте 36 лет умер от чумы. Похоронен близ мечети в Янболу (ныне территория Болгарии).